# Zespół Gitelmana
Zespół Gitelmana (łac. syndroma Gitelmani, ang. Gitelman's syndrome; familial hypokalemia – hypomagnesemia) – zespół chorobowy dziedziczony autosomalnie recesywnie i wywołany uszkodzeniem znajdującego się w kanaliku nerkowym dalszym kotransportera Na-Cl wrażliwego na tiazydy.

## Historia
Ten zespół chorobowy został nazwany od nazwiska badacza, który w 1966 roku po raz pierwszy go opisał, Hillela Gitelmana.

## Etiopatogeneza
Defekt występujący u osób z zespołem Gitelmana spowodowany jest mutacją genu SLC12A3 znajdującego się na chromosomie 16. W przebiegu zespołu Gitelmana dochodzi do hipokaliemii, zasadowicy nieoddechowej, zmniejszenia wydalania jonów wapnia z moczem i hipomagnezemii. Choroba zwykle rozpoznawana jest w wieku dojrzewania lub dojrzałym.
Zespół Gitelmana jest jedną z najczęstszych tubulopatii. Zapadalność oceniana jest na ok. 25 przypadków na milion, a częstość występowania heterozygot na ok. 1% w populacji kaukaskiej

## Objawy
- brak objawów

albo
- drżenie powiek
- osłabienie
- bóle brzucha, zaparcie stolca
- wymioty[3]
- gorączka[3]
- zaburzenia rytmu serca
- tężyczka
- niewielki wzrost ciała
- zwapnienie chrząstek
- niedociśnienie tętnicze[2]

## Nieprawidłowości laboratoryjne
- hipokaliemia
- zasadowica nieoddechowa
- wzrost aktywności reninowej osocza
- hipomagnezemia
- zwiększenie wydalania magnezu z moczem
- zmniejszenie wydalania wapnia z moczem

## Leczenie
- uzupełnianie niedoborów elektrolitowych (głównie magnezu, rzadziej potasu)
- rzadko leki moczopędne oszczędzające potas

## Klasyfikacja ICD10
| kod ICD10     | nazwa choroby                                                       |
| ------------- | ------------------------------------------------------------------- |
| ICD-10: N25.8 | Inne zaburzenia wynikające z upośledzonej czynności cewek nerkowych |
| ICD-10: E87.6 | Hipokalemia                                                         |
| ICD-10: E83.4 | Zaburzenia przemian magnezu                                         |